# Villard de Honnecourt

El «Canon de divisió harmònica»

Villard de Honnecourt   (Honnecourt-sur-Escaut, 1200 (Gregorià) - 1250 (Gregorià)) va ser un mestre d'obres del segle xiii, famós pel seu Carnet que conté nombrosos esbossos arquitectònics, actualment conservat a la Biblioteca Nacional de França.

## Vida d'oficial
Villard de Honnecourt, nascut cap a l'any 1200, era del poble de Honnecourt-sur-Escaut, situat prop de Cambrai. Com els oficials (ofici) companys del seu temps, va fer el seu aprenentatge anant de ciutat en ciutat i de lloc en lloc. Més tard esdevindrà magister latomus, és a dir mestre d'obres, professió que engloba la professió d'arquitecte. La seva activitat professional abasta els anys 1225 a 1250.
Gràcies al seu Carnet, coneixem algunes de les etapes del seu viatge: Vaucelles, on va treballar en la construcció de l’abadia del Cister, Cambrai, on va assistir a l'«alçat del cor de Notre-Dame de Cambrai», Reims, Laon, Chartres i Chartres, Lausana però també, cap al 1235, Hongria.
També li devem el «canon de divisió harmònica», que s'utilitza en una tipografia ordenada per dibuixar les proporcions dels marges dins del marc d'una pàgina. Es tracta d'un mètode de divisió d'un rectangle, realitzat sense recórrer a un regle graduat, que permet establir el bloc de composició (la part escrita i, per tant, els marges) de manera no arbitrària i amb un resultat harmònic. Aquest mètode, que permet dividir una recta en parts iguals sense limitacions, és aplicable siguin quines siguin les dimensions del rectangle. Encara avui s'ensenya.

## ElCarnet
Amb una dimensió de 14 × 22 cm, el quadern de coneixements tècnics de Villard de Honnecourt — també anomenat Album o Livre de portraiture constava originàriament de 41 fulls de pergamí, 8 dels quals han desaparegut. Contenen 250 dibuixos, 74 dels quals estan relacionats amb l'arquitectura. Aquests esbossos de gran precisió solen anar acompanyats de subtítols. Hi trobem: plaques naturalistes; representacions de personatges: al·legories, escenes religioses o civils; esbossos arquitectònics. Ofereix estudis geomètrics per a la representació de personatges i animals dibuixant-los mitjançant triangles, quadrats, cercles o pentagrames per garantir la bellesa de les proporcions. El quadern també conté màquines d'engranatge, militars o de construcció (hi són representades per primera vegada una serra hidràulica així com un gat), i fins i tot esbossos de màquines de moviment perpetu.

Dibuixos del Carnet
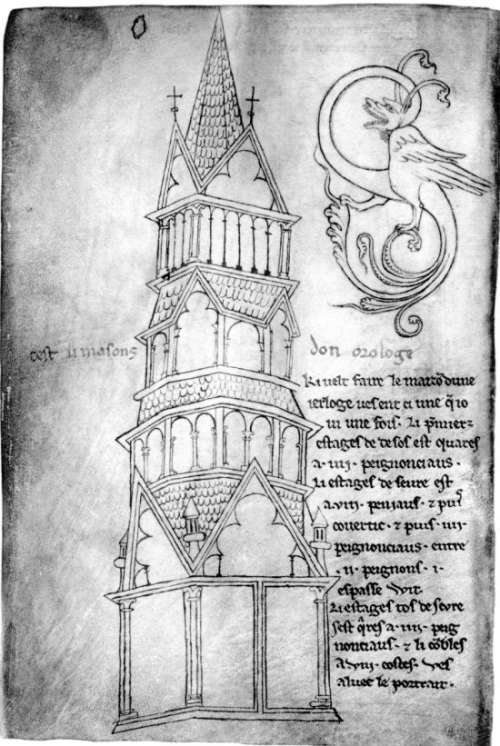
Tour horloge et lettre ornée (folio 12).
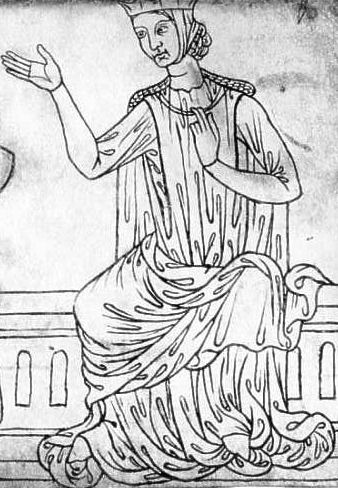
Femme assise (folio 27).
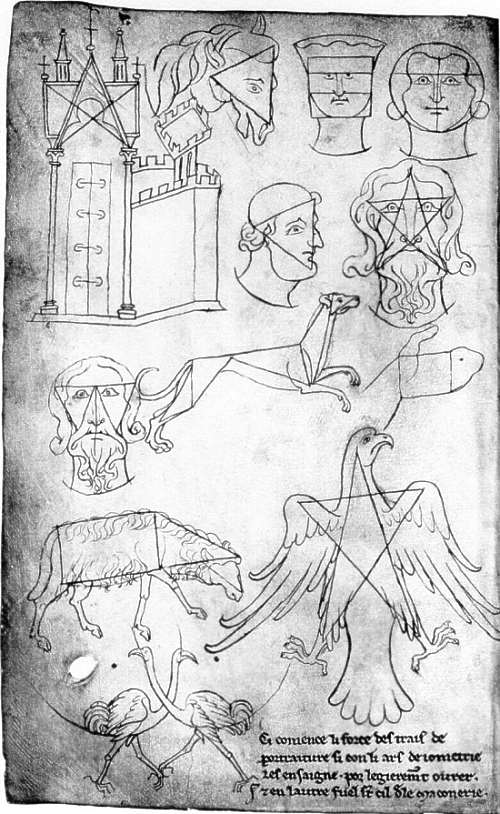
Planche 36. Folio 18v
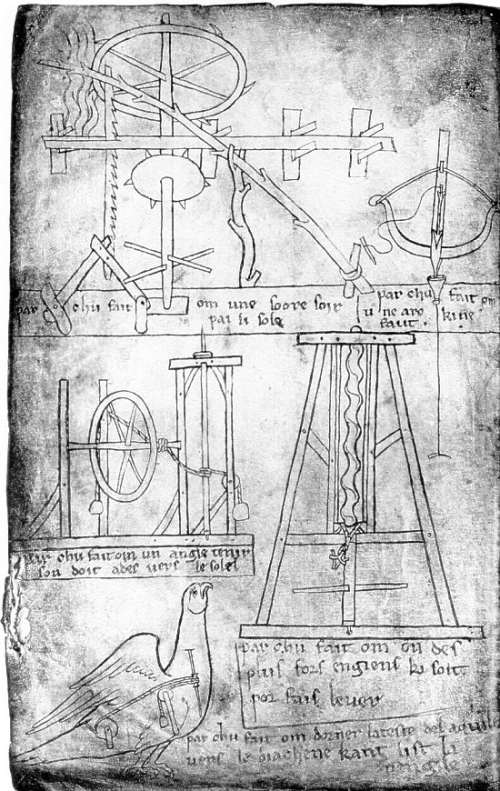
Scie hydraulique (folio 44).
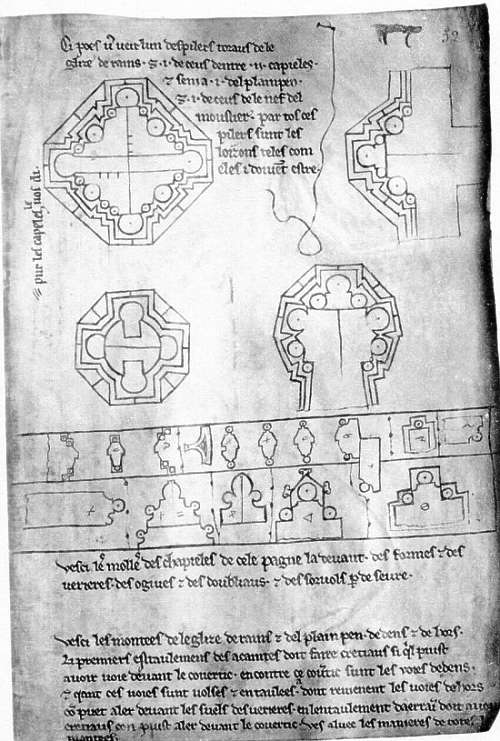
Éléments d'architecture: piliers, nervures, meneaux (folio 63).